# Pintor d'ulls de Bowdoin

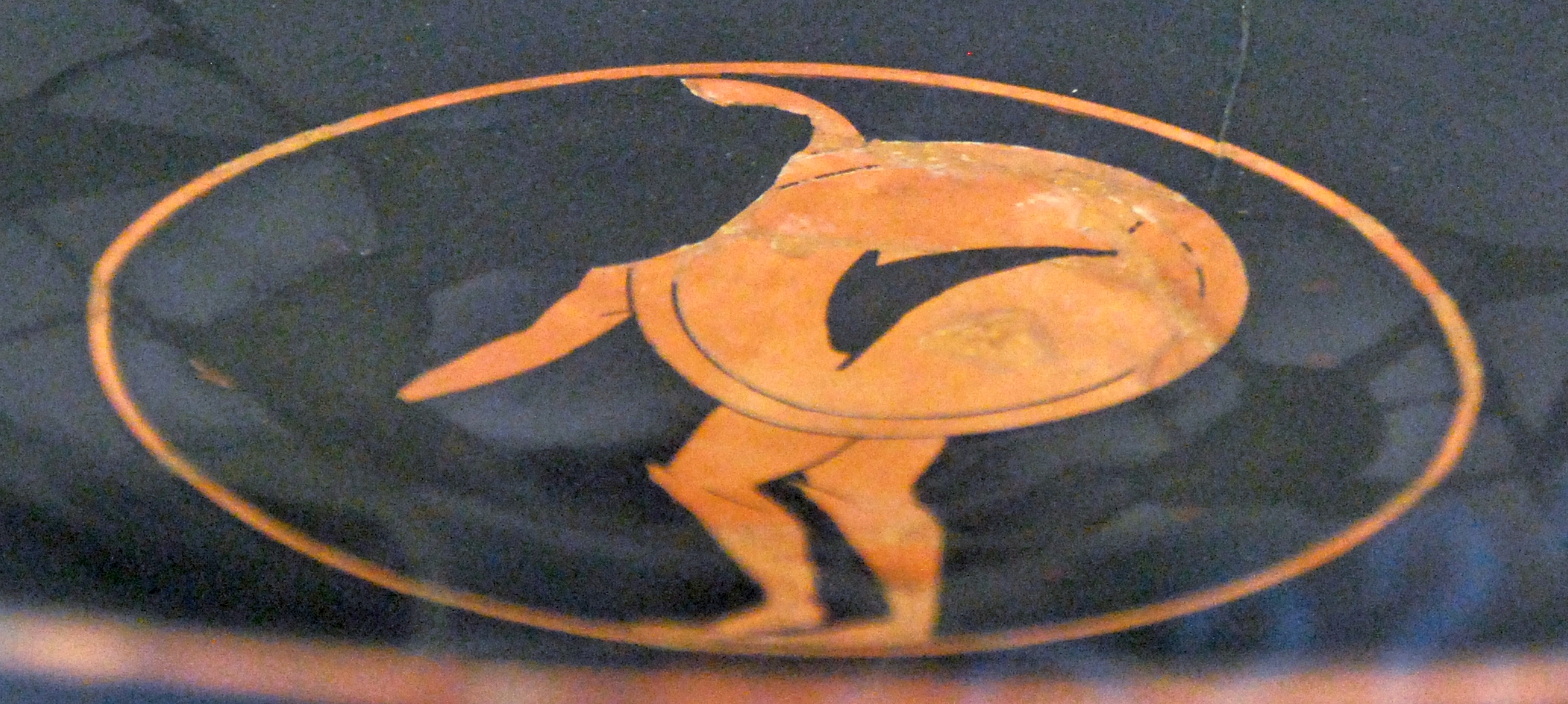
Guerrer en el tondo d'una copa en l'Antikensammlung des Martin von Wagner Museum, c. 510 ae

El Pintor d'ulls de Bowdoin formava part dels primers pintors de cílixs de figures roges que estaven actius si fa no fa al mateix temps que l'anomenat grup pioner de l'estil de figures vermelles. Igual que els altres pintors de copes, el Pintor d'ulls de Bowdoin no provà pas les possibilitats de la nova tècnica amb la mateixa profunditat que els representants del grup pioner, per la superfície de treball comparativament més petita de les copes -tant l'interior com els dos exteriors- però, així i tot, contribuí amb la seua part a l'èxit del nou estil. Pintà sobretot copes d'ulls bilingües i copes d'ulls de palmetes, amb el tondo normalment decorat en roig i els costats exteriors en negre. La qualitat de les seues escenes no pot competir amb la dels millors pintors de gots de la seua època, però compensà el seu estil més efímer de pintura amb una especial vivacitat de les figures. En el contingut de les escenes s'orienta cap als treballs simultanis d'artesans encara millors i dibuixa sobretot atletes i guerrers. El seu nom no ens ha arribat pas, per la qual cosa John Beazley el va distingir amb un nom convencional. Rebé aquest nom pel seu got epònim, un copa d'ulls en la col·lecció del Bowdoin College. No s'ha de confondre amb el Pintor de Bowdoin del taller d'Atena/Bowdoin, que seria nomenat unes dècades més tard.